# Charlotte Guest
Charlotte Guest, född 1812, död 1895, var en brittisk lingvist och industrialist. Hon är främst känd för sin roll i den litterära så kallade walesiska renässansen, då hon publicerade Mabinogion (1838-1845). 
Hon var gift 1817 med John Josiah Guest och 1855 med politikern Charles Schreiber. Efter sin första makes död blev som änka myndig, och skötte Dowlais Ironworks, ett av de största järnbruken i Wales, fram till sitt omgifte, då hon enligt lag åter blev omyndig.